# Садыков, Ташполот Садыкович
Ташполот Садыкович Садыков (31 октября 1949 года, Ошская область, Узгенский район, село Эркин-Тоо — 10 ноября 2023 года) — доктор филологических наук, профессор. Специалист по вычислительным методам работы с текстами на киргизском языке, автор научных трудов, пособий и учебников.

## Биография
В 1958 году окончил начальную школу в селе Эркин-Тоо, а в 1966 году — школу-интернат в селе Шекафтар в Чаткальском районе. Год трудился рабочим на заводе имени Ленина в Бишкеке. В 1967 году перевелся на физический факультет КГУ.
После окончания университета в 1972 году был направлен в открывшуюся лабораторию экспериментальной лингвистики Института языка и литературы Академии наук Киргизской ССР.
В 1976 году направлен в Ленинградское отделение Академии наук СССР на двухгодичное обучение по специальности «Компьютерная и инженерная лингвистика». Изучал квантитативную и математическую лингвистику в Ленинградском государственном университете по трудам и на занятиях у Р. Г. Пиотровского, С. Я. Фитиалова, Ф. Паппа, А. С. Герда, В. В. Богданова, В. А. Звягинцева, Л. Р. Зиндера, Л. В. Бондарко, А. М. Маслова, В. Д. Бутурова. После успешной сдачи экзаменов продолжил обучение в аспирантуре Ленинградского государственного университета.
В 1978—1982 учился в аспирантуре под руководством одного из основателей квантитативной лингвистики Р. Г. Пиотровского.